# Mountain Center
Mountain Center es un lugar designado por el censo ubicado en el condado de Riverside en el estado estadounidense de California. En el año 2010 tenía una población de 63 habitantes.

## Geografía
Mountain Center se encuentra ubicado en las coordenadas 33°42′30″N 116°43′39″O / 33.70833, -116.72750.